# اللغة التوسكانية
اللغة التسكانية (بالإيطالية: lingua toscana)‏ أو لهجة توسكانا (بالإيطالية: dialetto toscano)‏ هي نوع من الإيطالية المستخدمة في تسكانة إيطاليا.
الإيطالية القياسية مبنية على تسكانية وتحديداً على اللهجة الفلورنسية. أصبحت لغة الثقافة لجميع سكان إيطاليا وذلك بفضل روائع دانتي أليغييري و فرانشيسكو بتراركا و جيوفاني بوكاتشو و نيكولو مكيافيلي و فرانشيسكو جيكيارديني. أصبحت هذه اللغة رسمية في وقت لاحق في جميع الدول الإيطالية و مملكة إيطاليا عند تشكيلها.